# مرسدس-آام‌گ اف۱ دبلیو۱۳ ئی پرفورمنس
مرسدس دبلیو۱۳ با نام رسمی مرسدس-آام‌گ اف۱ دبلیو۱۳ ئی پرفورمنس، یک خودروی مسابقه‌ای فرمول یک که توسط تیم فرمول یک مرسدس-آام‌گ پتروناس طراحی و ساخته شده‌است و انتظار می‌رود در مسابقات قهرمانی جهانی فرمول یک ۲۰۲۲ شرکت کند. این خودرو توسط لوییس همیلتون و جورج راسل رانده خواهد‌شد. این شاسی اولین خودروی مرسدس بر اساس مقررات فنی ۲۰۲۲ است.